# Andreas Brand

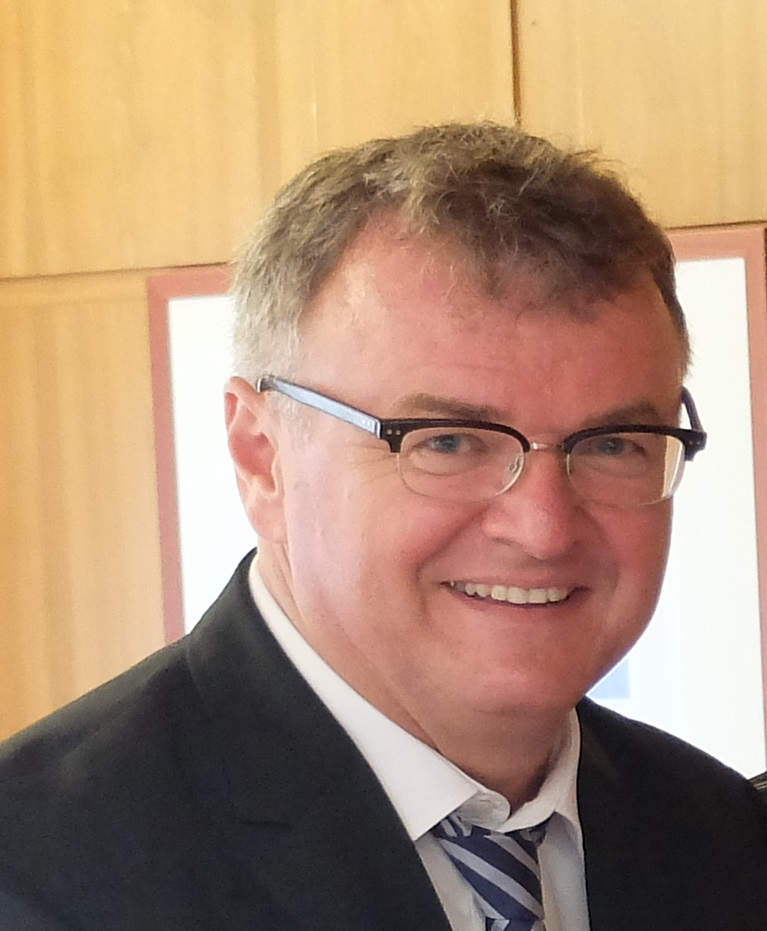
Andreas Brand (2017)

Andreas Brand (* 11. Mai 1964 in Esslingen am Neckar) ist ein ehemaliger deutscher Kommunalpolitiker. Er war von 2009 bis 2024 Oberbürgermeister von Friedrichshafen. Von 1992 bis 2004 war er Bürgermeister von Weil im Schönbuch.

## Ausbildung und Werdegang
1984 begann Brand eine Ausbildung im gehobenen nichttechnischen Verwaltungsdienst bei der Stadt Ostfildern. Danach absolvierte er ein Studium an der Hochschule für öffentliche Verwaltung und Finanzen Ludwigsburg, das er als Diplom-Verwaltungswirt (FH) abschloss. Von 1992 bis 2004 war er Bürgermeister der Gemeinde Weil im Schönbuch. Im Jahre 2004 wurde er Erster Bürgermeister der Stadt Böblingen.

## Oberbürgermeister Friedrichshafen
Seit dem 5. Juni 2009 war Brand Oberbürgermeister der Stadt Friedrichshafen. Er erhielt im zweiten Wahlgang mit 69,96 % der Stimmen die absolute Mehrheit. 2017 wurde er wiedergewählt. Zu Ende Oktober 2024 legte er sein Amt vorzeitig nieder. Ihm folgte Simon Blümcke nach.
Als Oberbürgermeister von Friedrichshafen war er Vorsitzender der Zeppelin-Stiftung und im Aufsichtsrat der Zeppelin GmbH, ZF Friedrichshafen AG, Stadtwerk am See GmbH & Co KG, Messe Friedrichshafen GmbH und des Klinikums Friedrichshafen.

## Konflikt um die ZF AG
2017 setzte sich Brand im Machtkampf um die Zukunft des weltweit drittgrößten Automobilzulieferers ZF Friedrichshafen AG gegen den von der Zeppelin-Stiftung in der ZF AG angestellten CEO Stefan Sommer und Aufsichtsratsvorsitzenden Giorgio Behr durch. Sommer und Behr hatten mehrfach versucht den Stiftungsbetrieb gegen den Willen des Eigentümers, Zeppelin-Stiftung und Stadt Friedrichshafen, an die Börse zu bringen. Brand und die hinter ihm stehenden Gremien (Gemeinderat, Aufsichtsrat und Zeppelinstiftung) entließen Sommer daraufhin und bestätigten mehrmals öffentlich das Festhalten an der Unternehmensform Stiftung.

## Familie
Andreas Brand ist verheiratet und hat drei Kinder.